# Jola-Fonyi jezik
Jola-Fonyi jezik (diola-fogny, dyola, jola-fogny, jóola-fóoñi, kujamataak, kújoolaak kati fóoñi, yola; ISO 639-3: dyo), jedan od deset jola jezika, šire bakske skupine, kojim govori 413 490 ljudi u Senegalu, Gambiji i Gvineji Bisau. Najveći broj govornika živi u Senegalu (340 000), južno od rijeke Casamance. Ostali u Gambiji (67 000; 2006.) u jugozapadnim distriktima, i svega 6 490 u Gvineji Bisau (2006).
Jola-fonyi ima pet dijalekata: buluf [dyo-bul], fonyi [dyo-fon], kombo [dyo-kom], kalounaye [dyo-kal] i narang [dyo-nar]. U Senegalu je jedan od službenih i nacionalni jezik. Jedini je predstavnim istoimene podskupine jola-fonyi (jola-fogny) [jolf].

## Vanjske poveznice
- Ethnologue (14th)
- Ethnologue (15th)
- The Jola-Fonyi Language